# Saint-Martin-du-Vivier
Saint-Martin-du-Vivier ist eine französische Gemeinde mit 1.678 Einwohnern (Stand: 1. Januar 2022) im Département Seine-Maritime in der Region Normandie. Sie gehört zum Arrondissement Rouen und ist Teil des Kantons Darnétal. Die Einwohner werden Saint-Martinais genannt.

## Geographie
Saint-Martin-du-Vivier liegt etwa vier Kilometer nordöstlich vom Stadtzentrum Rouens am Robec. Saint-Martin-du-Vivier wird umgeben von den Nachbargemeinden Isneauville im Norden, Fontaine-sous-Préaux im Norden und Nordosten, Roncherolles-sur-le-Vivier im Osten, Darnétal im Süden, Rouen im Südwesten sowie Bihorel und Bois-Guillaume im Westen. 

## Bevölkerungsentwicklung
| Jahr | Einwohner |
| ---- | --------- |
| 1962 | 451       |
| 1968 | 569       |
| 1975 | 920       |
| 1982 | 1369      |
| 1990 | 1445      |
| 1999 | 1484      |
| 2006 | 1772      |
| 2012 | 1713      |

## Sehenswürdigkeiten
- Kirche Saint-Martin aus dem 19. Jahrhundert
- Schloss Le Mont-Perreux mit Kapelle
- Herrenhaus Mesnil-Grémichon aus dem 18. Jahrhundert

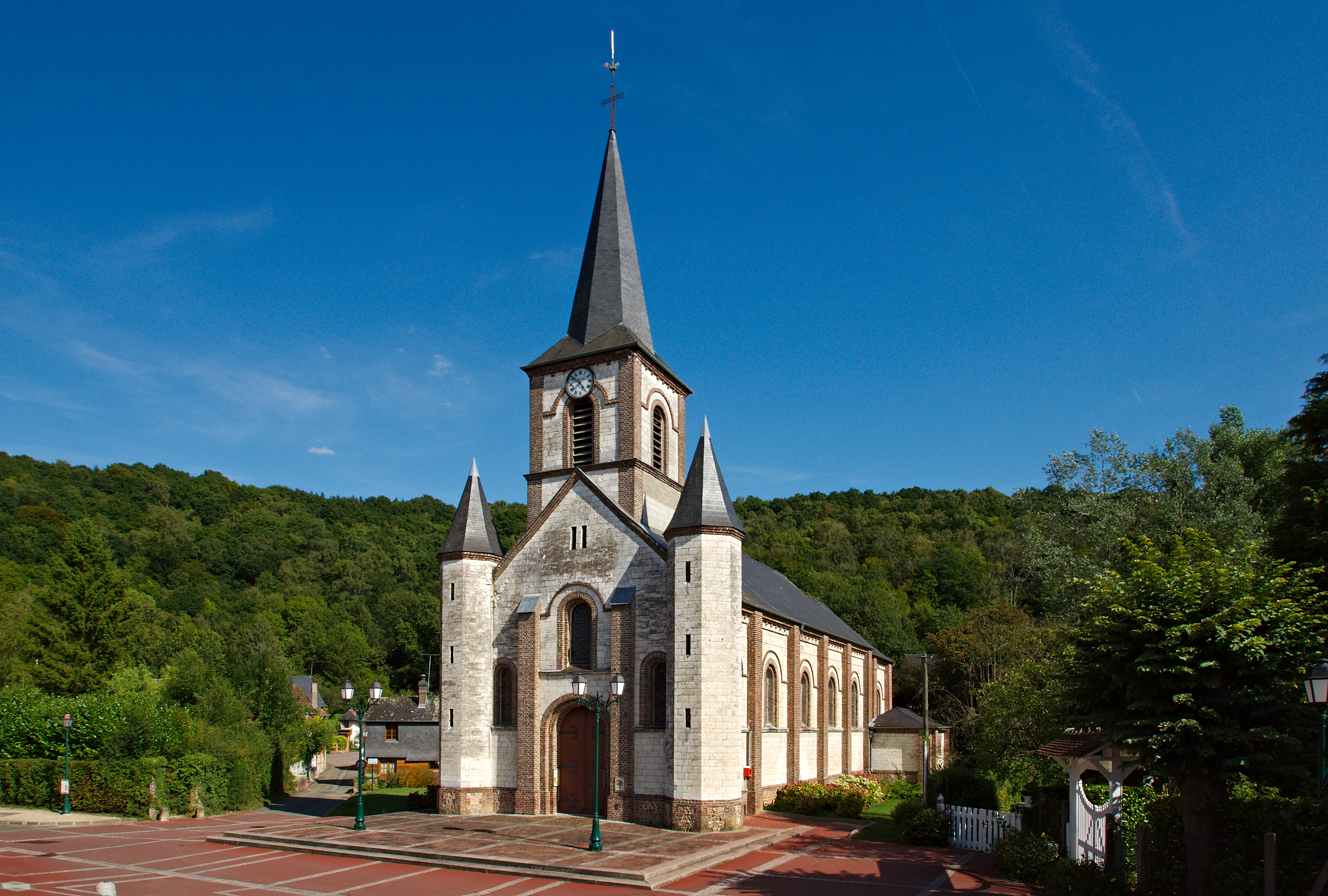
Kirche Saint-Martin